# Stacy Perfetti
Stacy Perfetti (Havertown, Pensilvânia, 9 de dezembro de 1990) é uma ex-patinadora artística brasileira nascida nos Estados Unidos.

## Principais resultados
| Campeonatos Mundiais                                                           |      | 51.ª |  |  |  |  |  |  |  |  |  |  |
| Campeonatos dos Quatro Continentes                                             | 30.ª | 34.ª |  |  |  |  |  |  |  |  |  |  |
| Internacional – Júnior                                                         |      |      |  |  |  |  |  |  |  |  |  |  |
| JGP JGP África do Sul                                                          |      | 23.ª |  |  |  |  |  |  |  |  |  |  |
|                                                                                |      |      |  |  |  |  |  |  |  |  |  |  |
| Legenda: JGP = Grand Prix Júnior; Competição não foi disputada nesta temporada |      |      |  |  |  |  |  |  |  |  |  |  |